# HD 220003
HD 220003，又名CD-5013948，SAO 247838、HR 8877，是一颗恒星，视星等为6.05，位于銀經333.53，銀緯-61.1，其B1900.0坐标为赤經23h 15m 12.6s，赤緯-50° -61.1′ 8″。